# Mandrozomeer
Het Mandrozomeer (Frans: Lac Mandrozo) is een meer in Madagaskar, gelegen in de regio Melaky.